# 布盧姆菲爾德 (加利福尼亞州)
布盧姆菲爾德（英語：Bloomfield）是位於美國加利福尼亞州索諾馬縣的一個人口普查指定地區。

## 地理
布盧姆菲爾德的座標為38°18′50″N 122°51′04″W / 38.31389°N 122.85111°W，而該地最高點為海拔高度17米（即56英尺）。

## 人口
根據2010年美國人口普查的數據，布盧姆菲爾德的面積為21.09平方千米，當中陸地面積為21.07平方千米，而水域面積為0.02平方千米。當地共有人口345人，而人口密度為每平方千米16人。